# Altbau (Münsterschwarzach)
Der sogenannte Altbau (auch Gastbau, Gästeflügel, 1803–1913 als Schloss bezeichnet, Adresse Schweinfurter Straße 40) ist das älteste Bauteil des heutigen Klausurbereichs des Klosters Münsterschwarzach im unterfränkischen Landkreis Kitzingen. Er wurde durch den Baumeister Valentino Pezzani errichtet. Heute bildet das als ein Teil des Südflügels der Kreuzgangbebauung genutzte Gebäude, zusammen mit der ehemaligen Klostermühle, die letzten Überreste der barocken Klosteranlage des 18. Jahrhunderts.

## Geschichte
Der erhaltene Gastbau geht auf die ersten Barockisierungsbemühungen der Münsterschwarzacher Äbte zurück. Nach dem Dreißigjährigen Krieg erlebte das Kloster eine Blüte, die sich auch in der Architektur niederschlagen sollte. Unter Abt Augustin Voit wurde das Innere der romanischen Klosterkirche erneuert, wobei auch barocke Altäre Aufstellung fanden. Ab 1696 ist der Tridentiner Baumeister Valentino Pezzani (auch Pezani) in Münsterschwarzach nachweisbar. Er errichtete zunächst den erhaltenen Gastflügel und dann bis 1704 den weiter südlich anschließenden Konventsflügel, der heute nicht mehr existiert.
Ab 1714 wurden die Bauten Pezzanis von weiteren Gebäuden umgeben. Der Würzburger Hofbaumeister Joseph Greissing plante eine Ehrenhofanlage im Osten, die Baulichkeiten wurden nach dem Tod Greissings von dessen Schüler Balthasar Neumann fortgeführt. Nach der Säkularisation wurden die meisten Bauten dem Verfall preisgegeben, teilweise auch auf Abriss verkauft. Nach dem Untergang der alten Abteikirche in den 1840er Jahren blieben nur noch die alte Klostermühle und der Gastbau übrig. Hier war zeitweise ein Hofgut untergebracht.
Mit der Wiederbesiedlung des Klostergeländes durch die Missionsbenediktiner von St. Ottilien ab dem 24. Dezember 1913 wurden die Bauten, die zeitweise als „Schloss“ bezeichnet wurden, wieder mit einem Klausurschloss versehen. In der ehemaligen Klostermühle fanden die Klosterbrüder Schlafmöglichkeiten. Die Patres waren im ehemaligen Gastbau untergebracht. In den Obergeschossen richteten die Mönche einen provisorischen Kapitelsaal ein. Außerdem entstand eine kleine Kapelle. Im ersten Obergeschoss stand ein großer Kessel für Schlachttage.
Heute bildet der ehemalige Gastbau das Kernstück des Klostergeländes. Er markiert den südwestlichen Abschluss der Kreuzgangbebauung und ist von Baulichkeiten aus der ersten Hälfte des 20. Jahrhunderts umgeben, die allerdings in Höhe und Erscheinungsform an den Altbau angelehnt wurden. Es wird vom Bayerischen Landesamt für Denkmalpflege als Baudenkmal eingeordnet. Untertägige Reste von Vorgängerbauten sind darüber hinaus auch als Bodendenkmal vermerkt.

## Beschreibung
Der Gastbau ähnelt den Bauten Pezzanis, die sich in Kloster Triefenstein erhalten haben. Der Baustil erinnert an den des Pezzani-Lehrers Antonio Petrini, dessen Urheberschaft auch in der älteren Literatur noch hinter der Anlage vermutet wurde. Das Haus präsentiert sich als dreigeschossiger Walmdachbau. Das untere Geschoss wurde in zwei Mezzaningeschosse aufgeteilt, wie die doppelte Fensterreihe deutlich macht. Die Geschosse sind durch schlichte Gurtgesimse voneinander getrennt. 
Die Fenster weisen Ohrungen auf. Die beiden Portale wurden ebenfalls an die Arbeiten Petrinis angelehnt, im 18. Jahrhundert allerdings mit einem Wappen des Abtes Christophorus Balbus ergänzt. Die als Fensterbrüstungen gearbeiteten Kassettenfeldern in den beiden Obergeschossen sind im 20. Jahrhundert eventuell nachträglich angebracht worden.